# Daniela Droz
Daniela Droz (née Yesenia Droz Serrano le 16 août 1977 à Carolina à Porto Rico), est une actrice, chanteuse et animatrice américaine d'origine portoricaine.

## Biographie
Daniela Droz s'est séparé du chanteur Ken-Y dont elle a eu un fils appelé Kenny Efraín.

## Carrière
En Daniela Droz pénètre le monde musical à l'âge de 16 ans, en faisant partie d'un groupe de Merengue. Elle continue à chanter dans ce style musical.

## Filmographie

### Films
- 2002 : La fiebre : Alicia[2]
- Cuentos Para Despertar de Luis Molina Casanova[3]
- 2005 : Fuego en el alma : Luisa
- Vamo a Escascararnos (Comédie)
- La cuero del barrio (Comédie)

### Séries télévisées
- Posada Corazón
- 2006 : Dueña y Señora (Telemundo) : Carlota Peña (Antagoniste)
- 2007 : El Cimarrón
- 2011 : Extremos

### Théâtre
- La bella Durmienta
- Grease
- El bombón de Elena
- A Chorus Line
- 2008 : Por que los hombres, aman a las cabronas
- Mi amiga, la gorda
- Femenicidio
- Veroníka decide morir : Veroníka

### Émissions de télévision
- Annie  (comédie musicale pour les enfants)[4]
- Cuquí (Wapa-TV)
- Maripilí (émission pour enfants)
- Decisiones (Telemundo Puerto Rico)
- Anda Pa'l Cara (Univisión Puerto Rico)
- Objetivo Fama (Univisión Puerto Rico) (Saisons 1 et 4)
- Objetivo Fama: Sin Editar (Univisión Puerto Rico)
- El Bayú (Programme Radial en Puerto Rico)
- 2007-2010 : El Circo (Programme diffusé en direct par Mega Tv pour Directv)
- No te duermas (Telemundo Puerto Rico)
- Yo Canto (Telemundo Puerto Rico)[5]
- Ahora es que ees! (Telemundo Puerto Rico)

## Discographie

### Albums
- 1999 : Cosas de Mujeres (EMI-Latino)
- 2001 : Tómame, Ámame

### Singles
- Me engañas
- Sin él
- Veneno
- Debo contar hasta diez
- Dama de Hierro
- Bailas
- Ay por qué me fallastes
- Cuanto daría
- Por Amor